# Torrendiella
Torrendiella is een geslacht van schimmels behorend tot de familie Rutstroemiaceae.

## Soorten
Volgens Index Fungorum bestaat het geslacht uit drie soorten (peildatum maart 2023):
| Soortnaam                     | Auteur(s)                               | Publicatiejaar |
| ----------------------------- | --------------------------------------- | -------------- |
| Torrendiella ciliata          | Boud.                                   | 1911           |
| Torrendiella quintocentenaria | R. Galán & J.T. Palmer                  | 1993           |
| Torrendiella setulata         | (Dearn. & House) R. Galán & J.T. Palmer | 1993           |